# Nowołazariwka
Nowołazariwka (ukr. Новолазарівка) – wieś na Ukrainie, w obwodzie mikołajowskim, w rejonie basztańskim, w hromadzie Kazanka. W 2001 liczyła 701 mieszkańców, spośród których 643 wskazało jako ojczysty język ukraiński, 32 rosyjski, 14 mołdawski, 1 bułgarski, 9 białoruski, a 2 inny.